# Budikovany
Budikovany (en hongrois : Bugyikfala) est une commune du district de Rimavská Sobota, dans la région de Banská Bystrica, en Slovaquie.

## Histoire
La première mention écrite du village date de 1301.

## Démographie

### Évolution de la population
| Année:               | 1994. | 2004.    | 2014. | 2024.    |
| -------------------- | ----- | -------- | ----- | -------- |
| Nombre de personnes: | 69    | 59       | 59    | 66       |
| Différence:          |       | -14,49 % | +0 %  | +11,86 % |

| Année:               | 2023. | 2024.   |
| -------------------- | ----- | ------- |
| Nombre de personnes: | 65    | 66      |
| Différence:          |       | +1,53 % |